# Roman Przedwojski
Roman Ryszard Przedwojski (ur. 1944) – polski geomorfolog i gleboznawca, pracownik naukowy Akademii Rolniczo-Technicznej i Uniwersytetu Warmińsko-Mazurskiego w Olsztynie, radny Olsztyna, wojewoda olsztyński (1990–1993).

## Życiorys
Po uzyskaniu magisterium wykładał gleboznawstwo w Akademii Rolniczo-Technicznej w Olsztynie. Uzyskał stopień naukowy doktora w dziedzinie agronomii. W 1990 został mianowany pierwszym solidarnościowym wojewodą olsztyńskim – urząd pełnił do momentu przejęcia władzy przez koalicję SLD-PSL w 1993. W 1997 bez powodzenia ubiegał się o mandat parlamentarzysty z listy AWS. W latach 90. był radnym miasta Olsztyna. W wyborach w 2002 bez powodzenia ubiegał się o urząd prezydenta miasta z ramienia Ruchu Społecznego. W 2010 i w 2014 ponownie kandydował do rady miasta, nie uzyskując mandatu.
W latach 90. powrócił do działalności naukowej, był wykładowcą na Wydziale Kształtowania Środowiska i Rolnictwa Uniwersytetu Warmińsko-Mazurskiego w Olsztynie. Objął też w 1995 obowiązki prezesa Spółdzielni Mieszkaniowej „Jaroty”, zrezygnował z tego stanowiska w 2022.

## Odznaczenia
Odznaczony Krzyżem Kawalerskim Orderu Odrodzenia Polski (2004).

## Wybrane publikacje
- Mineralogia, petrografia i geomorfologia, Dział Wydawnictw AR-T, Olsztyn 1976
- Hjalmar Uggla (red.), Gleboznawstwo z podstawami geomorfologii, mineralogii i petrografii. 1. Mineralogia, petrografia i geomorfologia, Olsztyn 1985[8]